# Arly
Arly – rzeka we Francji, przepływająca przez tereny departamentów Górna Sabaudia i Sabaudia, o długości 34,5 km. Stanowi prawy dopływ rzeki Isère.